# Kemlakagede
Kemlakagede is een bestuurslaag in het regentschap Cirebon van de provincie West-Java, Indonesië. Kemlakagede telt 5146 inwoners (volkstelling 2010).